# Faubourg Saint-Honoré
Der Faubourg Saint-Honoré ist einer der alten Vororte von Paris. Er ist um seine Hauptstraße, die Rue du Faubourg Saint-Honoré, herum angelegt, die wiederum eine Verlängerung der Rue Saint-Honoré ist. Namengebend für beide ist das ehemalige und während der Revolution abgerissene Kloster Saint-Honoré in Höhe der Cour Carrée des Louvre.
Die Rue du Faubourg-Saint-Honoré war früher der Teil extra muros (außerhalb der Stadtbefestigung Ludwigs XIII.) der Rue Saint-Honoré. Der Faubourg Saint-Honoré ist heute Teil des Quartiers du Faubourg du Roule und des Quartiers de la Madeleine im 8. Arrondissement.

## Geschichte
Im 14. Jahrhundert führte ein Weg, der Chemin du Roule, von Paris zum Dorf Le Roule im Nordwesten, das aus den Siedlungen Haut-Roule (um die Place des Ternes) und Bas-Roule (um die Kirche Saint-Philippe-du-Roule) bestand. Letzteres wurde 1722 zu einem Faubourg erhoben, und was damals die Chaussée du Roule (1635) war, wurde zur Rue du Faubourg du Roule, die man um 1725 Rue du Faubourg Saint-Honoré nannte, von der letzten Porte Saint-Honoré an der Rue Royale bis zur Höhe der Avenue Matignon, wo man eine Zollschranke, genannt Fausse-Porte Saint-Honoré, errichtete. Jenseits davon hieß sie Rue du Bas-Roule, Rue du Haut-Roule und dann Rue du Faubourg-du-Roule, bevor sie 1847 ebenfalls den Namen des Rue du Faubourg Saint-Honoré erhielt, die ab dann am späteren Boulevard Haussmann endete.
Zu Beginn des 18. Jahrhunderts wohnten im Faubourg Saint-Honoré Gärtner, Gemüsebauern und Bewohner mit bescheidenem Einkommen. Ab 1720 wurde der Faubourg zum Ziel von Immobilienentwicklern. Im dem Abschnitt Rue Royale bis Avenue Matignon wurden im gesamten 18. Jahrhundert zahlreiche Hôtel particuliers errichtet. Der Bau erfolgte jedoch nur schrittweise, so dass es 1734 vor der Fausse-Porte Saint-Honoré nur ein halbes Dutzend Hôtels auf der Südseite gab (Hôtel de Rohan-Montbazon (Nr. 29, 1719), Hôtel de Guébriant (Nr. 33), Hôtel de Charost (Nr. 39, 1722/25, heute die Residenz des britischen Botschafters), Hôtel d'Aguesseau (heute Hôtel de Pontalba, die Residenz des US-amerikanischen Botschafters), Hôtel du Comte d'Évreux (Nr. 55, 1718, seit 1799 der Elysée-Palast, die Residenz des Staatspräsidenten)), alle mit einem Garten, der sich bis zur heutigen Avenue Gabriel erstreckte, und nur ein einziges auf der Nordseite, das Hôtel de Duras. Nach Norden hinaus wurden im Jahr 1770 alle Grundstücke an der der Rue d’Anjou (die damals Rue des Morfondus hieß) erworben.
Diese Hôtels wurden von bedeutenden Architekten gebaut, von hohen Herren und reichen Finanziers bewohnt und sollten den Faubourg Saint-Honoré dem älteren Faubourg Saint-Germain ebenbürtig machen. Das Streben nach Komfort, der Durchbruch zahlreicher Straßen wie der Avenue de Friedland und der Avenue Hoche sowie die Verbreiterung anderer Straßen führten dazu, dass viele von ihnen verschwanden.